# Spatula smithii
Il mestolone del Capo (Spatula smithii, sinonimo  Anas smithii Hartert, 1891) è un uccello della famiglia degli Anatidi.
L'epiteto specifico di questo uccello commemora lo zoologo scozzese Andrew Smith (1797 – 1872).

## Descrizione

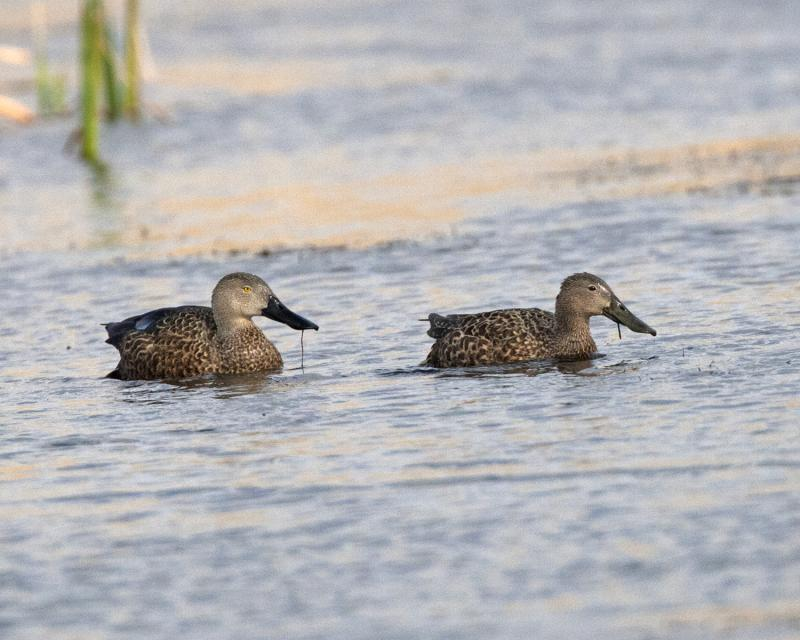
Femmine

Questa specie ha un grande becco a spatola. Gli adulti hanno il piumaggio grigio-bruno chiazzato e le zampe sono leggermente arancio. Come avviene in molte anatre dell'emisfero meridionale, i due sessi appaiono simili, ma il maschio ha la testa più pallida della femmina, la parte anteriore dell'ala azzurro pallida separata dallo specchio verde da un bordo bianco e occhi gialli. La parte anteriore dell'ala della femmina è grigia.
Il mestolone del Capo può essere confuso solamente con una femmina di mestolone comune vagante, ma è abbastanza più scuro e più robusto di questa specie.

## Distribuzione e habitat
Vive in Sudafrica, ma più a nord, in Namibia, Botswana, Zimbabwe e Angola meridionale, è raro.

## Biologia
Quest'anatra non è migratrice, ma effettua solamente alcuni movimenti stagionali locali. Quando non nidifica è gregario e può formare grandi stormi.
È un uccello delle regioni acquatiche aperte, come le praterie allagate o le paludi con un po' di vegetazione emergente, e si nutre raccogliendo vegetali dalla superficie, spesso spostando il suo becco da un lato all'altro per filtrare il cibo dall'acqua. Durante la stagione della nidificazione questo uccello mangia anche molluschi e insetti. Il nido è una bassa depressione sul suolo, rivestita con materiale vegetale e piumino, e solitamente si trova vicino all'acqua.
Questa è una specie abbastanza silenziosa. Il maschio emette un richiamo che risuona come un cawick, mentre la femmina emette un quack simile a quello del germano reale.